# Українці (книга, 1999)

Книга 1

«Українці. Історико-етнографічна монографія у двох книгах.» — історико-етнографічна монографія за науковою редакцією доктора історичних наук Анатолія Пономарьова.
До редакційної колегії увійшли: Баран В., Бондаревський П., Євтух В., Жулинський М., Космина Т., Наулко В., Нестуля О., Пащенко В., Погребенник Ф., Пономарьов А., Пошивайло О., Семиноженко В., Степовик Д., Федорук О.
У колективній монографії порушені проблеми української прадавнини, етнічної історії та розселення у світі українців; розповідається про галузі господарства, громадський побут, традиції дошлюбного спілкування, шлюбні звичаї, весільну обрядовість (1-ша книга); висвітлює особливості народного житла, традиційного одягу, народного харчування, етнічної символіки, народного мистецтва, фольклору; подає відомості про народні знання та вірування, календарні звичаї і обряди, народний етикет, храмове мистецтво (2-га книга).
Видання дуже добре ілюстровано, має багато таблиць та карт.